# Людина-мураха (фільм)
«Людина-мураха» (англ. Ant-Man) — американський супергеройський фільм, заснований на персонажах однойменного коміксу Marvel: Скотті Ленгу і Генку Піму. Продюсуванням займалась Marvel Studios, а розповсюдженням — Walt Disney Studios Motion Pictures. Це дванадцятий фільм кінематографічного всесвіту Marvel. Пейтон Рід виступив режисером, а Пол Радд і Адам МакКей — сценаристами. У фільмі знімалися — Пол Радд, Еванджелін Ліллі, Корі Столл, Боббі Каннавале, Майкл Пенья, Джуді Грір, Тіп «Ті Ай» Гарріс, Девід Дастмалчіан, Вуд Гарріс, Жорді Молья та Майкл Дуглас. За сюжетом фільму Скотт Ленг повинен допомогти захистити технологію костюму Людина-мураха доктора Піма і здійснити пограбування зі світовими наслідками.
Розробка «Людини-мурахи» почалася у квітні 2006 року з призначення режисером проєкту Едгара Райта за сценарієм Едгара Райта та Джо Корніша. У квітні 2011 року Райт і Корніш закінчили написання трьох чорнових сценаріїв, і у липні 2012 року Райт розпочав фільмування тестових сцен майбутньої стрічки. Препродакшн, який був призупинений з метою завершення Райтом зйомок фільму «Кінець світу», почався тільки в жовтні 2013 року. Кастинг розпочався у грудні 2013 із затвердження Пола Радда на роль Ленга. У травні 2014 року Райт покинув проєкт через творчі розбіжності. Наступного місяця його місце зайняв Пейтон Рід, а МакКей був найнятий дописувати сценарій. Основне фільмування пройшло між серпнем і груднем 2014 року у Сан-Франциско та агломерації Атланти. Фільм вийшов на екрани України 16 липня 2015 року.

## Сюжет
У 1989 році вчений Генк Пім розробляє костюм, здатний зменшуватися і збільшуватися за допомогою «пімової частинки». Вчений відмовляє організації Щ. И. Т. налагодити масове виробництво таких костюмів і подає у відставку.
У наш час Генк відвідує свою компанію «PymTech», якою володіє колишній учень Піма, Даррен Крос. Там Генк бачить прототип костюма «Жовте жало», що забезпечує зміну розміру носія. Коли Крос говорить, що ним можна приховувати солдатів, засилати їх в тил і виконувати диверсії, він розуміє, що проєкт становить величезну загрозу.
Тим часом інженера Скотта Ленга, ув'язненого за крадіжку, випускають з в'язниці. Його звільняють з роботи, а колишня дружина Меггі і її чоловік Пакстон не дозволяють йому бачитися з дочкою Кессі. Від друзів Луїза, Дейва і Курта він довідується про будинок із сейфом, який буде завиграшки пограбувати. Пробравшись у будинок, Скотт завдяки своїй кмітливості відкриває сейф, але всередині знаходить лише дивний костюм. Злодій забирає знахідку і тікає. Тим часом Пім спостерігає за ним.
З цікавості одягнувши костюм, Скотт зменшується і чує голос Піма. Опинившись у ванні, Ленг потрапляє під струмінь води, ледве рятується і врешті знаходить спосіб повернути нормальний розмір. Він вирішує дослухатися до голосу ПІма й повернути вкрадене, але потрапляє до рук поліції. Генк пропонує вибір: піти до в'язниці або стати Людиною-мурахою — носієм костюма. Він розповідає, що зумисне дозволив себе обікрасти, щоб знайти досить винахідливу і сміливу людину. Той вагається, але винахідник присилає дресованих мурах, що доставляють костюм, даючи змогу втекти з неволі. Осідлавши крилату мураху, Скотт дістається до Генка.
Пім доручає викрасти прототип «Жовтого жала» з будівлі корпорації Кроса в обмін на те, що Пім доб'ється його побачень з донькою. Скотт пропонує звернутися до Месників, але Генк зауважує, що тоді технологією скористається самозакоханий Тоні Старк. Скотт проходить курс тренувань у Генка і його доньки Хоуп, яка під прикриттям працює на Кроса. Скотт вчиться зменшуватися і контролювати мурах, які повинні допомогти йому в крадіжці. Паралельно Скотт довідується, що Пім раніше активно користувався костюмом, однак тепер застарий. А його дружина «Оса» загинула, користуючись винаходом Генка, щоб знешкодити націлену терористами на США ракету.
Скотт прибуває на занедбаний об'єкт Говарда Старка, щоб викрасти пристрій, який необхідний для здійснення крадіжки. Однак там його помічає супергерой Сокіл. У ході сутички з ним Скотту вдається зламати механічні крила Сокола і добути шукане. Невдовзі цього Даррен Крос запрошує Генка на перше випробування «Жовтого жала». Скотт і Хоуп впевнені, що це пастка, однак Пім стверджує, що це нагода викрасти костюм. Скотт, знаючи про посилену охорону, просить допомогти своїх друзів.
Перед завданням Скотт потайки відвідує свою доньку. Людина-мураха пробирається до будівлі «PymTech», поки його друзі під виглядом охоронців та Хоуп забезпечують безпечний шлях. Скотт знищує дані з серверів і дістається до «Жовтого жала». Однак Даррен захоплює Генка в заручники, а Людину-мураху ловить до пробірки, усуваючи так всю конкуренцію своїм технологіям. З'ясовується, що Крос збирається продати технологію терористичній організації «Гідра», яка планує використати костюми для захоплення світу. Пім намагається зупинити Даррена, проте Крос стріляє йому в плече і мало не вбиває. Скотт тікає та поспішає за Кроссом, який втік з костюмом «Жовте жало». Хоуп з батьком покидають будівлю на збільшеному танку, який Генк тримав як брелок.
Людина-мураха переслідує Даррена з роєм летючих мурах. Скотт за допомогою закладених раніше зарядів знищує будівлю «PymTech», але Крос одягає костюм «Жовтого жала», прагнучи помститися. Даррен вирушає в будинок Скотта вбити його доньку. Тим часом самого Скотта заарештовує поліція і знерухомлює наручниками. Людині-мурасі вдається зменшитися та наздогнати лиходія. На допомогу приходять і його друзі, та обоє супергероїв зменшуються, борючись у дитячій кімнаті. Скотт, попри застереження Піма, відключає регулятор зменшення і зменшується менше розмірів атома, щоб пробратися всередину костюма Кроса й зламати його. Задум вдається, проте зменшення триває і Скотт зрештою опиняється у квантовому вимірі, де простір і час не мають значення. Згадавши про збільшувальний диск, даний раніше Пімом, він збільшується та постає перед донькою.
За якийсь час Генк розпитує Скотта про квантовий вимір просторі, проте той нічого не пам'ятає. Пім підозрює, що коли Скотт вижив там і повернувся, то і його дружина все ще жива. Пім виконує обіцянку — добивається зустрічей Ленга з донькою, а також помічає його інтерес до Хоуп. Наприкінці Луїс переказує, що Сокіл шукає Людину-мураху для співпраці.
Після титрів Пім показує Гоуп костюм «Оса», що був створений для його дружини. Тим часом Сокіл і Капітан Америка знаходять Зимового солдата. Сокіл зауважує, що в цій справі їм може допомогти Людина-мураха, натякаючи на фільм «Перший месник: Протистояння».

## У ролях

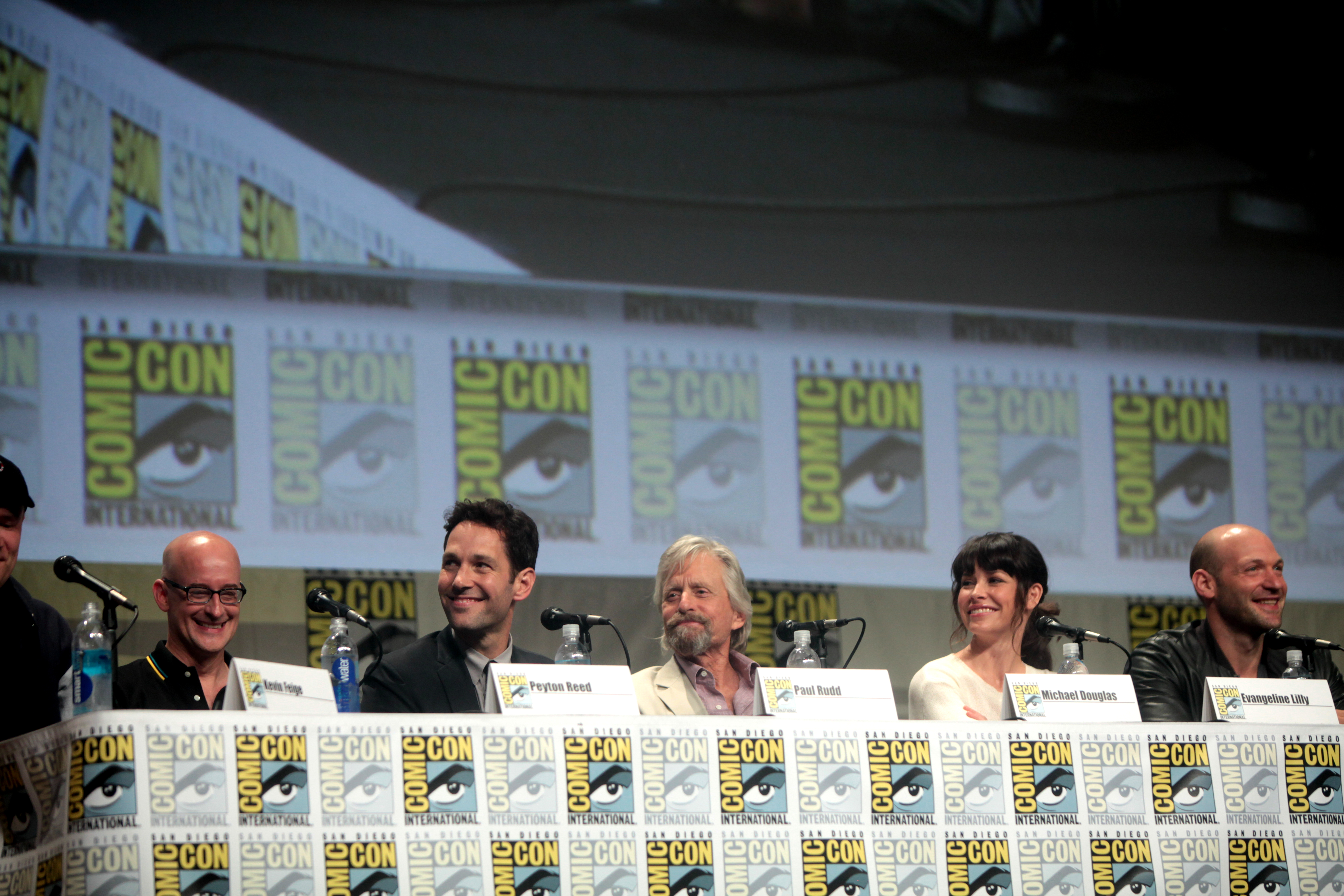
(Зліва направо) Пейтон Рід, Пол Радд, Майкл Дуглас, Еванджелін Ліллі і Корі Столл на San Diego Comic-Con-2014

| Актор               | Роль                                           |
| ------------------- | ---------------------------------------------- |
| Пол Радд            | Скотт Ленґ / Людина-мураха                     |
| Еванджелін Ліллі    | Гоуп ван Дайн                                  |
| Корі Столл          | Даррен Кросс / Жовте жало                      |
| Майкл Дуглас        | доктор Генк Пім                                |
| Майкл Пенья         | Луїс                                           |
| Джуді Грір          | Меггі Ленґ                                     |
| Еббі Райдер Фортсон | Кессі Ленґ                                     |
| Боббі Каннавале     | Джим Пакстон                                   |
| T.I.                | Дейв                                           |
| Девід Дастмалчян    | Курт                                           |
| Вуд Гарріс          | офіцер Гейл                                    |
| Ентоні Макі         | Семуель Вілсон / Сокіл                         |
| Гейлі Етвел         | Маргарет Картер                                |
| Джон Слеттері       | Говард Старк                                   |
| Кріс Еванс          | Стівен Роджерс / Капітан Америка (камео)       |
| Себастьян Стен      | Джеймс Б'юкенен Барнс / Зимовий Солдат (камео) |
| Стен Лі             | бармен (камео)                                 |

### Український дубляж
Студія: LeDoyen Studio
Тип: Дублювання
Дубльовано на замовлення «Disney Character Voices International»
Перекладач: Олег Колесніков
Режисерка дублювання: Анна Пащенко
Ролі дублювали:
- Скотт Ленґ / Людина-мураха — Андрій Твердак

- Доктор Хенк Пім — Владислав Пупков

- Хоуп — Світлана Шекера

- Даррен Кросс / Жовте жало — Михайло Войчук

- Пекстон — Олексій Череватенко

- Сем Вілсон / Яструб — Володимир Паляниця

- Меґґі — Інна Бєлікова

- Кессі — Галина Дубок

- Луїс — Назар Задніпровський

- Курт — Дмитро Чернов

- Дейв — Роман Молодій

- Ґейл — Петро Сова

- Говард Старк — Олександр Шевчук

- Мітчел Карсон — Валерій Легін

- Дейл — Дмитро Вікулов

А також: Катерина Качан, Андрій Мостренко, Євген Сінчуков, Дмитро Вітер, Кирило Нікітенко, Людмила Ардельян, Вікторія Хмельницька, Олена Борозенець, Юрій Сосков, Валентин Томусяк, Максим Кондратюк, Михайло Федорченко, Сергій Солопай, Денис Толяренко

## Виробництво

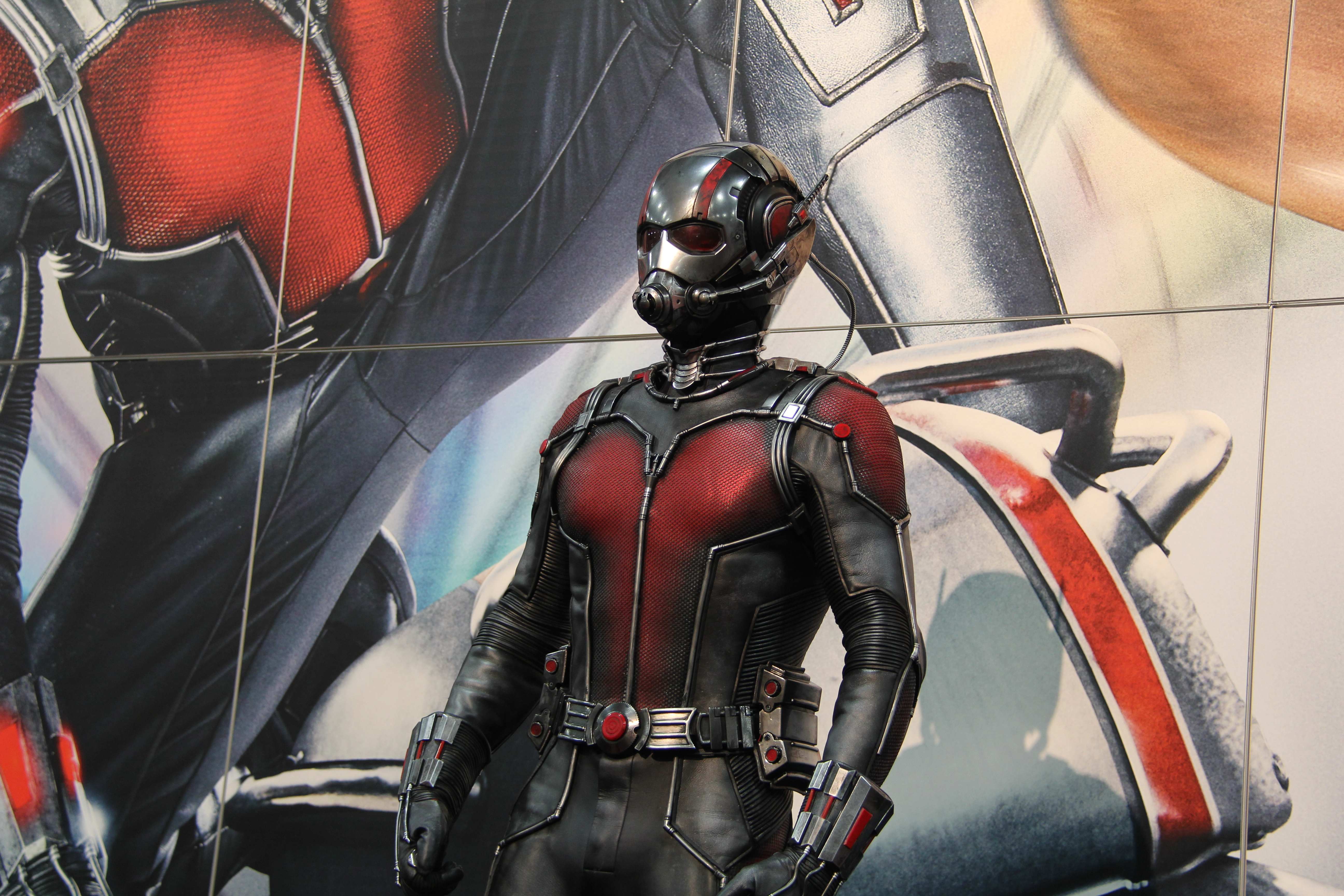
Костюм Людини-мурахи

### Зйомки
Основні зйомки почалися 18 серпня 2014 року у Сан-Франциско. Сцени знімалися у районі Тендерлойн і у парку Буена Віста. У кінці вересня 2014 року виробництво «Людини-мурахи» перебралось до студії Pinewood Atlanta в окрузі Фаєтт, штат Джорджія, а Девід Келлагем закінчив обробляти сценарій фільму. Фільмування також проходили у будівлі державних архівів в нижній Атланті. У жовтні 2014 року Мартін Донован приєднався до акторського складу, а Файгі заявив, що «Людина-мураха» не буди починати Третю фазу кінематографічного всесвіту Marvel, а натомість закінчить Другу. 5 грудня 2014 року Рід оголосив у соціальних мережах про закінчення основних зйомок «Людини-мурахи».

### Пост-продакшн
Після завершення основних фільмувань, Marvel випустила оновлений синопсис, який повідомив про те, що Жорді Молья приєднався до акторського складу, а також були названі імена кількох другорядних персонажів. Для сцен зі зменшенням персонажів кінематографісти використовували макрозйомку і технологію motion capture. Копродюсер Бред Віндербаум сказав: «Є такі камери та об'єктиви, які роблять невеликі ділянки найепічнішими пейзажами. Потім ми знімали Радда на motion capture, щоб помістити у них Людину-мураху».

## Музика
У лютому 2014 року Райт написав у твіттері, що Стівен Прайс напише музику до фільму. Однак, незабаром Прайс покинув проєкт після відходу з нього Райта. У січні 2015 Крістоф Бек був найнятий як заміна.

## Випуск
Вихід «Людини-мурахи» у Північній Америці відбувся 17 липня 2015 року. Спочатку дата релізу була намічена на 6 листопада 2015 року. У вересні 2013 року вихід фільму був перенесений на 31 липня 2015 року, перш ніж остаточно був змінений на 17 липня 2015 у січні 2014.

### Маркетинг
У березні 2014 телемережа ABC випустила програму під назвою «Marvel Studios: Збираючи Всесвіт», яка містила маленький уривок з фільму «Людина-мураха». У липні 2014 Рід, Радд, Дуглас, Ліллі та Столл з'явилися на панелі Marvel Studios на San Diego Comic-Con-2014, щоб допомогти розрекламувати фільм і продемонструвати тестові спецефекти за участю Радда і Дугласа.